# TV Fyrstad
TV Fyrstad var en lokal TV-kanal i Fyrstadsområdet. Sändningarna startades i februari 1993. 1994 köpte TV4 in sig i bolaget och kanalen blev en av TV4:s lokala kanaler under namnet TV4 Fyrstad. TV4 sålde sin andel 2001.  
TV Fyrstad ägdes av Ringside Production som sedan 2001 också drev kanalen RTV, en lokal kabel-tv-kanal. 2002 bildades bolaget Ringside Television AB som tog över den lokala kabelkanalen. Lönsamheten var dock dålig och den 27 maj 2003 försattes bolaget i konkurs och sändningarna upphörde samma dag.
Efter konkursen fortsatte Ringside Television sin verksamhet under namnet RTV, men under 2004 togs det ursprungliga namnet TV Fyrstad upp igen. Kanalen sände via Comhems kabel-TV-nät i Lysekil, Uddevalla, Trollhättan, Vänersborg och Vargön. TV Fyrstad upphörde sända den 1 januari 2010.

## Personer som har arbetat på TV Fyrstad
- Klas Anding
- Carina Lindskog
- Björn Nordling
- Yvonne Ryding
- Mikael Krantz
- Clas Hakeröd
- Leif Dahlborg
- Kristoffer Riddar
- Mats Olsson
- Jota Thorén
- Agneta Riddar[4]
- Örjan Boström
- Lennart Forsberg[4]
- Hans Ottosson[4]